# TEP80
A TEP80 egy nagysebességű orosz dízelmozdony-sorozat volt. Összesen csak kettő épült belőle 1988 és 1989 között a Kolomnai Gépgyárban. 1993. október 5-én 271 km/h sebességet ért el, ami dízelmozdony világrekord. Jelenleg a sorozat múzeumban van Szentpéterváron.